# Ruta Jacobea Catalana
Desde mediados del siglo X existen datos que confirman la existencia de rutas de peregrinación jacobea desde Cataluña. Sin embargo, no ha sido hasta finales del siglo XX que varias asociaciones catalanas de peregrinos han decidido marcar las rutas que conduzcan sus pasos a tierras compostelanas.
Los peregrinos que atravesaban los Pirineos orientales se unían en el monasterio catalán a los procedentes de la costa, incluidos los que desembarcaban en sus puertos, para iniciar desde este significativo lugar el duro camino que los llevara hasta la ciudad del apóstol.

## Ruta de Montserrat a Logroño(extendida desde Barcelona)
| Población                                 | Provincia | A Santiago (km) | Web                                                       |
| ----------------------------------------- | --------- | --------------- | --------------------------------------------------------- |
| Barcelona                                 | Barcelona | 1175            |                                                           |
| San Cugat del Vallés                      | Barcelona | 1160            |                                                           |
| Las Fuentes/Les Fonts (Tarrasa)           | Barcelona |                 |                                                           |
| Tarrasa                                   | Barcelona | 1143            |                                                           |
| Viladecavalls                             | Barcelona |                 |                                                           |
| Olesa de Montserrat                       | Barcelona | 1128            |                                                           |
| Monistrol de Montserrat                   | Barcelona | 1120            |                                                           |
| Monasterio de Montserrat                  | Barcelona | 1113            |                                                           |
| Sant Pau de la Guàrdia (Bruch)            | Barcelona | 1102            |                                                           |
| Castellolí                                | Barcelona | 1096            |                                                           |
| Igualada                                  | Barcelona | 1086            |                                                           |
| Sant Genís (Jorba)                        | Barcelona | 1079            |                                                           |
| Jorba                                     | Barcelona | 1076            |                                                           |
| Porquerisses (Argensola)                  | Barcelona | 1067            |                                                           |
| Montmaneu                                 | Barcelona | 1063            |                                                           |
| La Panadella (Montmaneu)                  | Barcelona | 1061            |                                                           |
| Pallerols (Talavera (Lérida))             | Lérida    | 1058            |                                                           |
| Sant Antolí i Vilanova (Ribera d'Ondara)  | Lérida    | 1057            |                                                           |
| Sant Pere dels Arquells (Ribera d'Ondara) | Lérida    | 1054            |                                                           |
| Cervera (Lérida)                          | Lérida    | 1048            | Archivado el 9 de abril de 2008 en Wayback Machine.       |
| Tárrega                                   | Lérida    | 1036            |                                                           |
| Vilagrasa                                 | Lérida    | 1033            | Archivado el 25 de junio de 2007 en Wayback Machine.      |
| Anglesola                                 | Lérida    | 1031            |                                                           |
| Castellnou de Seana                       | Lérida    | 1021            |                                                           |
| El Palau d'Anglesola                      | Lérida    | 1013            |                                                           |
| Bell-lloc de Urgel                        | Lérida    | 1003            |                                                           |
| Lérida                                    | Lérida    | 990             |                                                           |
| Busénit (Lleida)                          | Lérida    | 981             |                                                           |
| Alcarràs                                  | Lérida    | 976             |                                                           |
| Fraga (Huesca)                            | Huesca    | 959             |                                                           |
| Candasnos                                 | Huesca    | 933             | Archivado el 19 de septiembre de 2020 en Wayback Machine. |
| Peñalba (Huesca)                          | Huesca    | 923             |                                                           |
| Bujaraloz                                 | Zaragoza  | 909             |                                                           |
| Pina de Ebro                              | Zaragoza  | 872             |                                                           |
| Fuentes de Ebro                           | Zaragoza  | 861             |                                                           |

## Ruta de Barcelona a Logroño(desde Barcelona por el Llobregat)
| Población                                          | Provincia | A Santiago (km) | Web                                                       |
| -------------------------------------------------- | --------- | --------------- | --------------------------------------------------------- |
| Barcelona                                          | Barcelona | 1175            |                                                           |
| Hospitalet de Llobregat                            | Barcelona | 1170            |                                                           |
| Cornellá                                           | Barcelona | 1164            |                                                           |
| San Juan Despí                                     | Barcelona | 1162            |                                                           |
| Molins de Rey                                      | Barcelona | 1155            |                                                           |
| El Papiol                                          | Barcelona | 1153            |                                                           |
| Castellbisbal                                      | Barcelona | 1146            |                                                           |
| Sta. Maria de Vilalba (Abrera)                     | Barcelona | 1136            |                                                           |
| Olesa de Montserrat                                | Barcelona | 1128            |                                                           |
| Monistrol de Montserrat                            | Barcelona | 1120            |                                                           |
| Monasterio de Montserrat (Monistrol de Montserrat) | Barcelona | 1113            |                                                           |
| Sant Pau de la Guàrdia (Bruch)                     | Barcelona | 1102            |                                                           |
| Castellolí                                         | Barcelona | 1096            |                                                           |
| Igualada                                           | Barcelona | 1086            |                                                           |
| Sant Genís (Jorba)                                 | Barcelona | 1079            |                                                           |
| Jorba                                              | Barcelona | 1076            |                                                           |
| Porquerisses (Argensola)                           | Barcelona | 1067            |                                                           |
| Montmaneu                                          | Barcelona | 1063            |                                                           |
| La Panadella (Montmaneu)                           | Barcelona | 1061            |                                                           |
| Pallerols (Talavera (Lérida))                      | Lérida    | 1058            |                                                           |
| Sant Antolí i Vilanova (Ribera del Ondara)         | Lérida    | 1057            |                                                           |
| Sant Pere dels Arquells (Ribera del Ondara)        | Lérida    | 1054            |                                                           |
| Cervera                                            | Lérida    | 1048            | Archivado el 9 de abril de 2008 en Wayback Machine.       |
| Tárrega                                            | Lérida    | 1036            |                                                           |
| Vilagrasa                                          | Lérida    | 1033            | Archivado el 25 de junio de 2007 en Wayback Machine.      |
| Anglesola                                          | Lérida    | 1031            |                                                           |
| Castellnou de Seana                                | Lérida    | 1021            |                                                           |
| Palau de Anglesola                                 | Lérida    | 1013            |                                                           |
| Bell Lloch                                         | Lérida    | 1003            |                                                           |
| Lérida                                             | Lérida    | 990             |                                                           |
| Busénit (Lleida)                                   | Lérida    | 981             |                                                           |
| Alcarrás                                           | Lérida    | 976             |                                                           |
| Fraga (Huesca)                                     | Huesca    | 959             |                                                           |
| Candasnos                                          | Huesca    | 933             | Archivado el 19 de septiembre de 2020 en Wayback Machine. |
| Peñalba                                            | Huesca    | 923             |                                                           |
| Bujaraloz                                          | Zaragoza  | 909             |                                                           |
| Pina de Ebro                                       | Zaragoza  | 872             |                                                           |
| Fuentes de Ebro                                    | Zaragoza  | 861             |                                                           |

## Ruta hacia el Ebro(extensión desde Tarragona)
| Población      | Provincia | A Santiago (km) | Web                                                 |
| -------------- | --------- | --------------- | --------------------------------------------------- |
| Tarragona      | Tarragona | 1011            |                                                     |
| Valls          | Tarragona | 992             |                                                     |
| Montblanch     | Tarragona | 977             |                                                     |
| Borjas Blancas | Lérida    | 944             |                                                     |
| Juneda         | Lérida    | 939             | Archivado el 14 de mayo de 2008 en Wayback Machine. |
| Lérida         | Lérida    | 920             |                                                     |

## Ruta por Huesca
| Población                                    | Provincia | A Santiago (km) | Web |
| -------------------------------------------- | --------- | --------------- | --- |
| Tárrega                                      | Lérida    | 1052            |     |
| Tornabous                                    | Lérida    | 1049            |     |
| Tarrós (Tornabous)                           | Lérida    | 1047            |     |
| Fuliola/La Fuliola                           | Lérida    | 1047            |     |
| Boldú (La Fuliola)                           | Lérida    | 1046            |     |
| El Castell del Remei (Penellas)              | Lérida    | 1043            |     |
| Balaguer                                     | Lérida    | 1027            |     |
| Castellón de Farfaña/Castelló de Farfanya    | Lérida    | 1022            |     |
| Algerri                                      | Lérida    | 1010            |     |
| Alfarrás                                     | Lérida    | 1003            |     |
| Tamarite de Litera                           | Huesca    | 989             |     |
| Monzón                                       | Huesca    | 967             |     |
| Selgua (Monzón)                              | Huesca    | 961             |     |
| Ilche                                        | Huesca    | 954             |     |
| Berbegal                                     | Huesca    | 950             |     |
| La Cuadrada (Torres de Alcanadre)            | Huesca    | 943             |     |
| Pertusa                                      | Huesca    | 937             |     |
| Antillón                                     | Huesca    | 932             |     |
| Pueyo de Fañanás (Alcalá del Obispo)         | Huesca    | 922             |     |
| Fañanás (Alcalá del Obispo)                  | Huesca    | 921             |     |
| Ola (Alcalá del Obispo)                      | Huesca    | 916             |     |
| Tierz                                        | Huesca    | 911             |     |
| Huesca                                       | Huesca    | 907             |     |
| Chimillas                                    | Huesca    | 902             |     |
| Bolea (La Sotonera)                          | Huesca    | 896             |     |
| Aniés (La Sotonera)                          | Huesca    | 890             |     |
| Loarre                                       | Huesca    | 886             |     |
| Sarsamarcuello (Loarre)                      | Huesca    | 882             |     |
| Santa María de la Peña (Las Peñas de Riglos) | Huesca    | 868             |     |
| Yeste (Las Peñas de Riglos)                  | Huesca    | 866             |     |
| Anzánigo (Caldearenas)                       | Huesca    | 859             |     |
| Botaya (Jaca)                                | Huesca    | 835             |     |
| Santa Cruz de la Serós                       | Huesca    | 822             |     |

## Saber más
Este artículo es una ampliación de los Caminos de Santiago en España.

## Documentación y bibliografía
- El Camino de Santiago. Antón Pombo. Ed. Anaya Touring. 2004
- Topoguía Camí de Sant Jaume de Galicia - de Montserrat a Santiago. Ferran Lloret, Carme Marsal y Rafa Domínguez. 2001
- El Camí de Sant Jaume - Guía del camino desde Montserrat y hasta Santiago. Carme Marsal y Rafa Domínguez. 2006
- Folleto sobre la variante de San Juan de la Peña. Amics del Pellegrins a Santiago.

## Información en la red
- Web de la Associació d'Amics del Camí de Sant Jaume
- Guía del Camino de Santiago Catalán y del Camino Jacobeo del Ebro
- Asociación Riojana de Amigos del Camino de Santiago
- El Camino
- Federación Española de Amigos del Camino de Santiago
- Web de la Asociación de Amigos del Camino de Santiago de Hospitalet de Llobregat

- Datos: Q1029573